# اسکات ویلیام وینترز
اسکات ویلیام وینترز (انگلیسی: Scott William Winters؛ زادهٔ ۵ اوت ۱۹۶۵) یک هنرپیشه اهل ایالات متحده آمریکا است.
از فیلم‌ها یا برنامه‌های تلویزیونی که وی در آن نقش داشته است می‌توان به ویل هانتینگ خوب، جی و باب ساکت پاتک می‌زنند اشاره کرد.